# Sao đặc
Trong thiên văn học, sao đặc (còn gọi là vật thể đặc) dùng để chỉ các thiên thể có bản chất vật lý có thể chưa rõ lắm, nhưng có chứng cứ cho thấy chúng có khối lượng rất lớn mà có bán kính nhỏ. Các sao đặc bao gồm: 
- Sao lùn trắng: thiên thể được tạo ra khi các ngôi sao có khối lượng thấp và trung bình (dưới 1,4 lần khối lượng Mặt Trời) tiêu thụ hết nhiên liệu phản ứng hạt nhân trong sao.
- Sao neutron: thiên thể được tạo ra khi các ngôi sao có khối lượng 1,35 đến 2,1 lần khối lượng Mặt Trời tiêu thụ hết nhiên liệu phản ứng hạt nhân.
- Sao lạ hay Sao quark: thiên thể tạo thành bởi vật chất suy biến ở trạng thái siêu đặc, nơi chúng bị ép đến mức vỡ ra thành các cấu tử quark (quark trên và quark dưới).
- Sao Preon: chúng có thể hình thành từ những ngôi sao khổng lồ sụp đổ quá không ổn định để trở thành sao neutron, nhưng không đủ để trở thành hố đen.
- Sao Q, còn được gọi là hố ghi hay hố xám theo nghĩa gần với hố đen
- Sao Boson Boson star
- Sao Grava Gravastar
- Sao tối (Dark star) và sao vật chất tối (Dark star (dark matter)
- Sao năng lượng tối Dark energy star
- Sao đen Black star (semiclassical gravity)
- Hố đen...